# 科索沃塞尔维亚族
科索沃塞尔维亚族，簡稱科索沃塞族，是科索沃境內的一個民族，也是科索沃第二大族群[a]。截至2014年，科索沃塞爾維亞族人口大约為100,000，其中约一半居住在北科索沃  。
歷史上科索沃的部分領土曾隸屬於塞尔维亚王国、塞尔维亚帝国、塞尔维亚专制国，科索沃战役後科索沃成為奥斯曼帝国的一部分 。1912年，科索沃又被塞尔维亚王国吞并。
第二次世界大战后，科索沃社会主义自治省是南斯拉夫的一部分。當時已有不少塞尔维亚人定居在科索沃社会主义自治省[a]。
科索沃戰爭爆發後，原科索沃境內一半的塞爾維亞人離開了科索沃。2013年布魯塞爾協定簽訂後，科索沃方面同意成立塞尔维亚族市镇共同体。